# Sterculia stipulata
Sterculia stipulata är en malvaväxtart som beskrevs av Pieter Willem Korthals. Sterculia stipulata ingår i släktet Sterculia och familjen malvaväxter.

## Underarter
Arten delas in i följande underarter:
- S. s. jagori
- S. s. trichopetiolata